# Фарнсуърт Хаус
„Фарнсуърт Хаус“ (на английски: Farnsworth House) е вилна сграда – паметник на културата, проектирана от архитекта Лудвиг Мис ван дер Рое. Къщата е разположена в Плейноу, щат Илинойс, САЩ на 89 км югозападно от Чикаго.

## Описание
Сградата се намира в имот с площ 240 дка (240 000 m2), прилежащ на река Фокс ривър, южно от град Плейноу. Изработената от стомана и стъкло вила е поръчана от д-р Едит Фарнсуърт – изтъкнат чикагски нефролог. Тя поръчва постройката като място, където да се отдава на хобитата си: свирене на цигулка, превеждане на чужда поезия и наслаждение на природата. Мис ван дер Рое проектира къща с площ от 140 m2, която е широко призната като един от емблематичните шедьоври на модерната архитектура. Проектът е поръчан през 1945 година. Архитектът завършва проекта през 1947 година, за да може да го включи в изложбата със свои творби, организирана в Музея за модерно изкуство в Ню Йорк. Строителството започва през 1950 година и приключва през следващата 1951 година. Стойността на целия обект до завършването му възлиза на 74 000 долара, което приравнено към 2006 година е около 1 000 000 долара. Цената надхвърля с 16 000 долара одобрения от клиента бюджет от 58 000 долара.
Сградата е регистрирана като паметник на културата на Съединените щати. Понастоящем постройката е превърната в музей под шапката на „Националния тръст за историческо съхранение“.
През септември 2008 година Фарнсуърт Хаус пострадва от наводнение, причинено от остатъчните дъждове от урагана Айк. Водното ниво достига 46 см над кота готов под на вилата. През цялата година къщата е затворена за ремонт.

## Изглед 1971 година
| входната площадка |  |  |
| ----------------- |  |  |
|                   |  |  |

## Изглед 2008 – 2009 година
|  |  | входната площадка | интериор |
|  |  | ----------------- | -------- |
|  |  |                   |          |